# 剑叶龙血树
剑叶龙血树（学名：Dracaena cochinchinensis）是百合科龙血树属的植物。分布于老挝、越南以及中国大陆的云南、广西等地，生长于海拔950米至1,700米的地区，常生于石灰岩上，目前尚未由人工引种栽培。

## 别名
柬埔寨龙血树（植物学报）

## 外部連結
- 劍葉龍血樹, Jianyelongxieshu （页面存档备份，存于） 藥用植物圖像數據庫 (香港浸會大學中醫藥學院) （繁體中文）（英文）